# Liste der Eisschnelllaufweltrekorde über 100 Meter Männer
Diese Liste enthält alle von der Internationalen Eislaufunion anerkannten Weltrekorde im Eisschnelllauf über 100 Meter der Männer.
| Nr.                                                        | Sportlerin        | Zeit | Datum             | Ort                         | Besonderheiten | Bestand              |
| ---------------------------------------------------------- | ----------------- | ---- | ----------------- | --------------------------- | -------------- | -------------------- |
|                                                            | Masaaki Kobayashi | 9,37 | 14. März 2003     | Sportforum Hohenschönhausen | H I, Bh, Ek    | 500 Meter-Angang     |
| 1                                                          | Hiroyasu Shimizu  | 9,43 | 13. Dezember 2003 | Utah Olympic Oval           | H III, Bh, Ek  | 5 Jahre und 84 Tage  |
| amtierender Eisschnelllauf-Weltrekordhalter über 100 Meter |                   |      |                   |                             |                |                      |
| 2                                                          | Yuya Oikawa       | 9,40 | 7. März 2009      | Utah Olympic Oval           | H III, Bh, Ek  | 16 Jahre und 18 Tage |

Inoffizielle Bestleistung.
- Stand: 9. September 2013[1]

Die Kürzel in "Besonderheiten" bedeuten:
- H = Höhenlage der Bahn; H I = bis 500 Meter, H II = über 500 Meter, H III = über 1000 Meter
- B = Anlage der Bahn; Bf = Freiluft (offen), Bh = Hallenbahn, Bm = mix (Halboffen, Überdachte Laufbahn)
- E = Eis; Ek = Künstlich (Kühlsystem), En = Natureis (ohne technisches Kühlsystem)